# Merville-au-Bois
Merville-au-Bois est une ancienne commune française de la Somme qui fut absorbée administrativement en 1965 par Ailly-sur-Noye.
Bien à l'écart, avec une importante discontinuité de l'habitat (contrairement à l'ancienne commune de Berny-sur-Noye rattachée elle aussi en 1965), elle est située à l'Est, à mi-chemin vers Mailly-Raineval et juste entre Rouvrel (au Nord) et Louvrechy (au Sud).